# Iglesia de San Bartolomé (Puercas)
La iglesia de San Bartolomé es un edificio religioso ubicado en la localidad alistana de Puercas, provincia de Zamora, España.
Perteneciente al arciprestazgo de Aliste, se trata de uno de los mayores patrimonios arquitectónicos del románico rural zamorano construida en el siglo XIII. Destaca el aspecto recio de su exterior en mampostería de arquitectura alistana, con una espadaña coronada en punta.
La iglesia alberga la conocida como "reliquia del hoyo", una reliquia que hay dentro de un estuche junto con su documento de autentificación de la archidiócesis de Santiago de Compostela. La reliquia consiste en un fragmento que, al parecer, se desprendió del interior del hoyo en que estuvo clavada la Cruz de la Crucifixión de Jesucristo, cuando se fue a cubrir con láminas de plata. La reliquia la habría traído de Tierra Santa en 1769 el padre Fray Silvestre Baz.
Cada 24 de agosto, Puercas venera a su patrón San Bartolomé Apóstol donde desfila protegida la "reliquia del hoyo" de 1769.